# Omolabus schirmi
Omolabus schirmi es una especie de coleóptero de la familia Attelabidae.

## Distribución geográfica
Habita en Brasil.